# Morell (ort i Kanada)
Morell är en ort i Kanada.   Den ligger i provinsen Prince Edward Island, i den östra delen av landet, 1 000 km öster om huvudstaden Ottawa. Morell ligger 1 meter över havet och antalet invånare är 313.
Terrängen runt Morell är platt. Havet är nära Morell åt nordväst. Runt Morell är det mycket glesbefolkat, med 6 invånare per kvadratkilometer.. Morell är det största samhället i trakten. 
Omgivningarna runt Morell är en mosaik av jordbruksmark och naturlig växtlighet.